# Joseph V. McKee
Joseph V. McKee, Sr. (The Bronx, 8 agosto 1889 – New York, 28 gennaio 1956) è stato un politico e insegnante statunitense, facente funzioni di sindaco di New York dal 1º settembre al 31 dicembre 1932.

## Biografia
McKee si è sposato con Cornelia Kraft il 27 novembre 1918.